# 嚴重及有組織犯罪調查局
嚴重及有組織犯罪調查局（英文：Serious Organised Crime Agency，縮寫：SOCA）於2006年4月1日成立，為英國以情報為主導的執法機關，負責防止、偵緝及打擊英國的嚴重罪行，包括毒品、走私、人口販賣、涉及重型槍械的罪案及洗黑錢等。嚴重及有組織犯罪調查局與本地及海外執法機構合作，包括分享情報、交流知識以至採取聯合行動。於2013年10月7日解散，其相關職務由新成立的國家打擊犯罪調查局接任。

## 組織
嚴重及有組織犯罪調查局由英國內政部贊助，為獨立運作的非政府公共行政機構，由國家重案組、國家刑事情報局、英國稅務局及英皇陛下稅務海關總署轄下負責處理販毒和相關金融罪行的部門，以及英國移民局轄下負責處理有組織移民罪行的部門所合併組成的。

## 歷史
2009年，嚴重及有組織犯罪調查局與香港警務處訂定交流計劃。
2013年10月7日，嚴重及有組織犯罪調查局解散，其相關職務由新成立的國家打擊犯罪調查局接任。